# Aniba percoriacea
Aniba percoriacea är en lagerväxtart som beskrevs av C. K. Allen. Aniba percoriacea ingår i släktet Aniba och familjen lagerväxter. Inga underarter finns listade i Catalogue of Life.